# André Appel

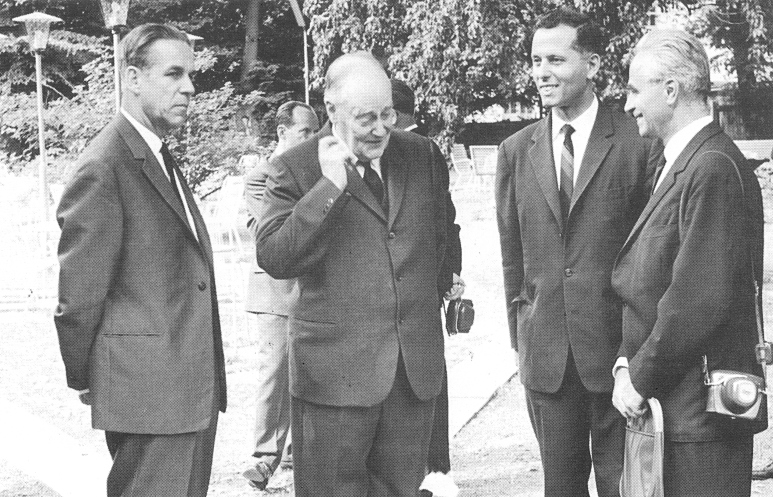
Appel (2. von rechts) im Gespräch mit Mikko Juva, Anders Nygren und Károly Prőhle, 1966

André Appel (* 20. Dezember 1921 in Straßburg; † 1. November 2007 ebenda) war ein französischer lutherischer Theologe. Er wirkte unter anderem als Generalsekretär des Lutherischen Weltbundes (LWB) und als Kirchenpräsident der Protestantischen Kirche Augsburgischen Bekenntnisses von Elsass und Lothringen.

## Leben
Appel, ein Sohn des Pfarrers Georges Appel, studierte ab 1940 an den Universitäten Leipzig und Tübingen Evangelische Theologie. Einer erzwungenen Einberufung in die deutsche Wehrmacht 1942 entzog er sich 1944 durch Desertion. So konnte er sein Studium schließlich in Paris fortsetzen und 1946 in Straßburg abschließen. Von 1946 bis 1948 machte er ein Aufbaustudium am St. Olaf College in Northfield (Minnesota) und am Princeton Theological Seminary, wo er gleichzeitig Französisch unterrichtete. Nach der Ordination arbeitete er von 1949 bis 1955 als Gemeindepfarrer in Wissembourg und anschließend als Studentenpfarrer in Paris. Von 1957 bis 1964 war er Generalsekretär der Fédération protestante de France, anschließend für ein Jahr Pfarrer am Temple Neuf in  Straßburg. 1965 wurde er als Nachfolger von Kurt Schmidt-Clausen Generalsekretär des Lutherischen Weltbundes in Genf. Sein besonderes Bemühen war, die Kirchen des globalen Südens angemessen an der Arbeit des Weltbundes zu beteiligen. Beteiligt war er auch an der Erarbeitung der Leuenberger Konkordie von 1973, mit der lutherische und reformierte Kirchen in Europa Kirchengemeinschaft erklärten.
1974 wurde er zum Präsidenten der Protestantischen Kirche Augsburgischen Bekenntnisses von Elsass und Lothringen gewählt, als erster Theologe in diesem Amt, das bislang meist von Juristen ausgeübt worden war. Bis zu seinem Eintritt in den Ruhestand 1987 blieb er in diesem Amt und war zur gleichen Zeit auch Präsident der Konferenz der Kirchen am Rhein und Präsident des Kapitels des Thomasstifts (Chapitre de Saint-Thomas). Von 1979 bis 1986 war er zudem Präsident der Konferenz Europäischer Kirchen.
Appel war seit 1950 mit der US-Amerikanerin Marjorie Pedersen verheiratet; sie hatten vier Kinder.

## Ehrungen
Appel wurde von drei Hochschulen mit der Ehrendoktorwürde ausgezeichnet: Lafayette College in Easton (Pennsylvania), St. Olaf College in Northfield (Minnesota) und Thiel College in Greenville (Pennsylvania).